# لتیسیا منیان
لتیسیا منیان (فرانسوی: Laetitia Meignan‎؛ زادهٔ ۲۵ ژوئن ۱۹۶۰) جودوکار اهل فرانسه است.